# Gomphrena strigosa
Gomphrena strigosa är en amarantväxtart som beskrevs av Isert, Johann Jakob Roemer och Schult.. Gomphrena strigosa ingår i släktet klotamaranter, och familjen amarantväxter. Inga underarter finns listade i Catalogue of Life.